# Ministerio de Ingeniería General (Unión Soviética)
El Ministerio de Ingeniería General de la Unión Soviética (abreviado como MOM, en ruso: Министерство общего машиностроения СССР) fue un ministerio estatal de la Unión Soviética. Fundado en 1955 y activo hasta la disolución de la Unión Soviética en 1991 sus funciones principales eran la dirección y coordinación de un gran número de empresas, oficinas de diseño y organizaciones científicas relacionadas con el desarrollo y la producción de equipos para armas espaciales y misiles nucleares.
En una segunda línea de trabajo el MOM fue el órgano responsable de todas las actividades del programa espacial de la Unión Soviética. Entre sus hitos fundamentales figuran la construcción del cosmódromo de Baikonur (1957), el lanzamiento del Sputnik 1 (1957) primer satélite artificial creado por el ser humano, la construcción de la primera nave espacial tripulada en órbita Vostok 1 (1961) operada por el cosmonauta Yuri Gagarin que se convirtió en el primer ser humano en llegar al espacio, la construcción de las sucesivas estaciones espaciales Saliut (1971-1982), con sus correspondientes misiones tripuladas Soyuz, la creación de la estación espacial Mir (1986-2001) o del transbordador espacial Burán (1988).

## Antecedentes
El primer "Consejo Supremo de la Economía Nacional de la RSFSR" se estableció en diciembre de 1917, del que posteriormente se derivó el Comisariado del Pueblo para la Industria Pesada y, a su vez, el Comisario del Pueblo de Municiones de la URSS, que más tarde se convirtió en el Ministerio de Ingeniería Agrícola. El Comisariado del Pueblo de la Industria de la Aviación de la URSS se convirtió en el "Ministerio de la Industria de la Aviación", y, finalmente, en noviembre de 1917 se formaron el "Comisariado del Pueblo para Asuntos Militares de la RSFSR" y el "Comisariado del Pueblo para Asuntos Navales de la RSFSR". Por último, se organizó el Ministerio de Defensa de la URSS, que tomó el control del "Ejército Rojo".
En 1921, a partir de una propuesta de Nikolái Tijomírov, el Comité de las Invenciones del Consejo Económico Supremo decidió crear bajo la "Dirección de Artillería principal del Ejército Rojo", el "Laboratorio de Dinámica de Gases" (LDG; o ЖРД en cirílico), involucrado en el desarrollo de motores de cohetes de propregoles líquidos.
El 31 de octubre de 1933, a petición de Mijaíl Tujachevski, se fundó el "Instituto de Reactores" (RNII) bajo el Comisariado del Pueblo de la Industria Pesada, que incluía el LDG y el "Grupo de Estudio de Propulsión a Chorro" (GIRD) establecido el 15 de septiembre de 1931.
El 13 de mayo de 1946, se estableció el "Comité Especial de Tecnología de Jet bajo el Consejo de Ministros de la URSS" en el que representantes de la RNII, como Serguéi Koroliov, se convirtieron en presidentes del Consejo de Diseñadores en Jefe. En el mismo año, a sugerencia del Ministro de Defensa Dmitri Ustínov, la industria de los cohetes se segregó como una industria separada. Con el apoyo del "Ministerio de Industria de Aviación", que incluyó el RNII, y del "Ministerio de Armamentos" con la creación del "NII-88", el 16 de mayo de 1946 el "Ministerio de Ingeniería Agrícola” allanó el camino para la creación de un ministerio especial para la industria espacial y de misiles.

## Historia
Hasta su creación, los diferentes actores que trabajan en este sector en la Unión Soviética estaban vinculados a diferentes entidades sin una estructura de coordinación real. El Ministerio de Ingeniería General se creó dos veces. La primera, el 2 de abril de 1955 por un decreto del Sóviet Supremo de la URSS, con la participación más activa de la Academia de Ciencias y sus principales científicos. Como ministro fue nombrado Mayor General del Servicio de Ingeniería y Artillería Piótr Goremykin, quien anteriormente ocupó el cargo de Ministro de Ingeniería Agrícola de la URSS desde junio de 1946 hasta marzo de 1951.
Pero el 10 de mayo de 1957, el Ministerio de Ingeniería General de la URSS se fusionó con el Ministerio de Industria de Defensa de la URSS bajo el mando de Rodión Malinovski, por razones de secreto, con el objetivo de preparar el lanzamiento del primer satélite y el primer hombre al espacio. En 1959, Vladimir Chelomey se convirtió en el diseñador general del Ministerio de General y Tecnología Aeroespacial, Cohete y Espacial de la URSS. En 1964, Leonid Ivanovich Gusev asumió el cargo de viceministro del Ministerio General.
Leonid Brézhnev llegó al poder, acompañado por un equipo de parte del complejo militar-industrial soviético, que sabía cómo funcionaba el sector. Es mismo año decidió segregar el ministerio de construcciones mecánicas del "Comité Estatal de Tecnología de Defensa", en un ministerio autónomo, para mejorar su eficiencia, siendo instituido por decreto del Consejo de Ministros de la URSS número 126-47 aprobado el 2 de marzo de 1965. Pero la muerte de Serguéi Koroliov en 1966 privó al estado de una personalidad fuerte que hasta entonces había asegurado este papel de coordinador. En la práctica, los constructores generales colocados al frente de las oficinas de diseño usaban sus relaciones con los más altos líderes soviéticos para obtener decisiones que les fueran favorables, en detrimento de la efectividad de la política espacial. El papel de la MOM se limitó a la gestión, mientras que las altas autoridades del Partido Comunista retuvieron el poder de decisión y la Academia de Ciencias de la URSS gestionaba la investigación básica y garantizaba las relaciones con el exterior. En sus inicios, el ministerio coordinó la actividad de 56 entidades. Este número aumentó a 134 en 1966 y a 160 en 1991.
Tras la ruptura de la URSS, la MOM desapareció. El 1 de diciembre de 1991, sobre la base de una decisión del Consejo de Estado de la URSS, se abolió el Ministerio de Ingeniería General. Los rusos encomendaron la coordinación de la actividad espacial civil en las instalaciones situadas en el territorio de Rusia a la Agencia Espacial Federal Rusa, que fue creada el 25 de febrero de 1992. El sucesor del Ministerio es la Corporación Espacial Estatal Roscosmos. La coordinación de la actividad espacial militar rusa fue confiada a las Fuerzas Espaciales de la Federación Rusa.
En 2013, cuando se discutió cómo debería ser la estructura de la industria espacial y de cohetes, Dmitri Rogozin consideró la propuesta del presidente Vladímir Putin de volver a la estructura del "Ministerio de Ingeniería General".

## Actividades

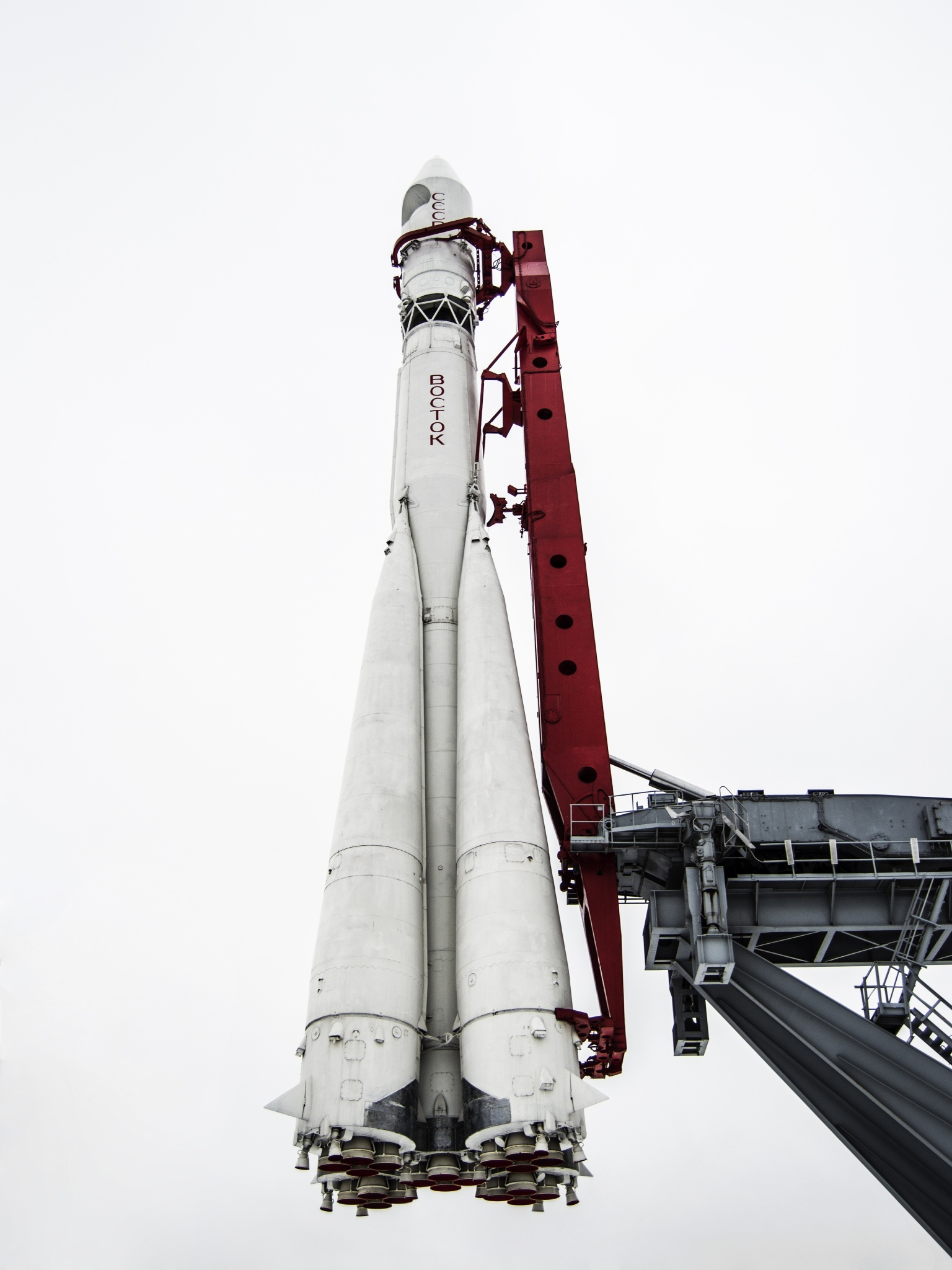
Yuri Gagarin, el primer hombre que voló al espacio. El cohete portador "Vostok" llevó al astronauta a la órbita terrestre. Este modelo se encuentra en Moscú a escala 1:1.

El primer hito en la formación del nuevo ministerio fue la participación en la organización de la construcción del cosmódromo de Baikonur, cuya fecha de fundación se considera el 2 de junio de 1955 , cuando se aprobó la estructura organizativa y de personal del 5.º sitio de pruebas de investigación. El primer lanzamiento, el misil balístico intercontinental R-7, tuvo lugar el 5 de mayo de 1957. Aunque el ministerio en sí se creó poco antes de que se fundara el cosmódromo, esto no impidió que lo gestionara junto con el "Ministerio de Defensa" durante unos 40 años.
Dado que la OIM, durante mucho tiempo, trabajó junto con el Ministerio de Defensa , la fundación del centro espacial militar de Plesetsk el 15 de julio de 1957 parece ser el resultado natural de los esfuerzos conjuntos.
El lanzamiento del primer satélite "Sputnik-1" el 4 de octubre de 1957 puede considerarse el próximo hito importante entre los méritos del ministerio . Este evento trajo gloria a los ingenieros soviéticos, diseñadores y todo el país.
Pero mucho más ambicioso y significativo fue el lanzamiento el 12 de abril de 1961, el año "de la nave espacial Vostok-1 " piloto que fue Yuri Gagarin, que se convirtió en el primer hombre en el espacio.
Desde 1965, fue responsable del desarrollo de misiles balísticos intercontinentales para lanzamientos terrestres (ICBM) y lanzados al mar ( SLBM) (por ejemplo, el cohete R-12 , que se produjo de inmediato en cuatro empresas de la OIM) ).
No menos significativo puede considerarse el desarrollo e implementación de vehículos de lanzamiento Soyuz de tres etapas diseñados para lanzar la Tierra a una órbita circular con la inclinación de la órbita de naves espaciales tripuladas del tipo Soyuz y naves espaciales automáticas de la serie Cosmos . El hecho de que fue gracias a estos vehículos de lanzamiento de abril a agosto de 1974, el año dos naves fueron lanzadas "Soyuz" nave espacial encubierta " Kosmos-638 " y " Kosmos-672 ", que fue un ensayo general antes de atracar, " Soyuz - Apollo " 15 de julio de 1975 a las 15.20 hora de Moscú, que fue personalmente observado por el ministro del Ministerio General Sergey Afanasyev .
Poner en órbita el primer satélite "GLONASS" 12 de octubre de 1982, el año , el trabajo en el sistema comenzó en 1970, y en 1993 fue adoptado por el ejército ruso.
Otro gran éxito fue el desarrollo y puesta en órbita el 20 de febrero de 1986 del primer módulo de la estación orbital tripulada de investigación científica Mir , cuya operación debía cesar después de cinco años, pero duró tres veces más.
Importante para el complejo de defensa del país fue la aparición en 1988 de un complejo de misiles terrestres estratégicos móviles con un Topol ICBM RT-2PM de combustible sólido de tres etapas .
El último gran logro en el trabajo del Ministerio en el sector espacial ha sido la creación en 1988 del sistema de transporte espacial reutilizable " Buran ". Este fue un proyecto conjunto del Ministerio de Industria de Aviación ( MAP ) y el Ministerio de Ingeniería General
Y finalmente, la finalización del trabajo sobre la creación de un complejo militar de misiles ferroviarios en 1990 , cuyo desarrollo se inició en 1969, por orden del Ministro de la OIM.
El último proyecto del ministerio antes de su liquidación fue la creación y fabricación de bloques para el vehículo de lanzamiento indio GSLV , se realizó sobre la base de los acuerdos firmados en 1991 y 1993. entre ISRO y Glavkosmos del Ministerio de Ingeniería General de la URSS.

## Lista de ministros
| N.º | Ministro | Ministro          | Partido | Partido           | Periodo                                    | Gabinete                         |
| --- | -------- | ----------------- | ------- | ----------------- | ------------------------------------------ | -------------------------------- |
| 1   |          | Piótr Goremykin   |         | Partido Comunista | 2 de abril de 1955 - 10 de mayo de 1957    | Bulganin I                       |
| 2   |          | Serguéi Afanásiev |         | Partido Comunista | 2 de marzo de 1965 - 8 de abril de 1983    | Kosyguin I–II–III–IV–V Tíjonov I |
| 3   |          | Oleg Baklánov     |         | Partido Comunista | 8 de abril de 1983 - 25 de marzo de 1988   | Tíjonov I–II Ryzhkov I           |
| 4   |          | Vitali Doguzhiev  |         | Partido Comunista | 8 de abril de 1983 - 25 de marzo de 1988   | Ryzhkov I                        |
| 5   |          | Oleg Shishkin     |         | Partido Comunista | 17 de julio de 1989 - 28 de agosto de 1991 | Ryzhkov II Pávlov I              |